# Косів-Руський
Косів-Руський (Своя мова: Косово Руське), (Косув-Руський, пол. Kosów Ruski) — село в Польщі, у гміні Косув-Ляцький Соколовського повіту Мазовецького воєводства. Населення — 63 особи (2011).

## Історія
Ймовірно, території були населені русинами ще за часів Київської Русі. 
До першої половини XIX століття у Косові-Руському існувала церква східного обряду.
Юхим Крижановський, дослідник Підляшшя і директор чоловічої гімназії у Варшаві, під час своїх подорожей Підляшшям у другій половині XIX століття відзначав про відсутність українців (русинів) у Косові-Руському.
У 1975—1998 роках село належало до Седлецького воєводства.

## Населення
Демографічна структура станом на 31 березня 2011 року:
|          | Загалом | Допрацездатний вік | Працездатний вік | Постпрацездатний вік |
| -------- | ------- | ------------------ | ---------------- | -------------------- |
| Чоловіки | 32      | 7                  | 21               | 4                    |
| Жінки    | 31      | 4                  | 14               | 13                   |
| Разом    | 63      | 11                 | 35               | 17                   |